# 欧州人文大学

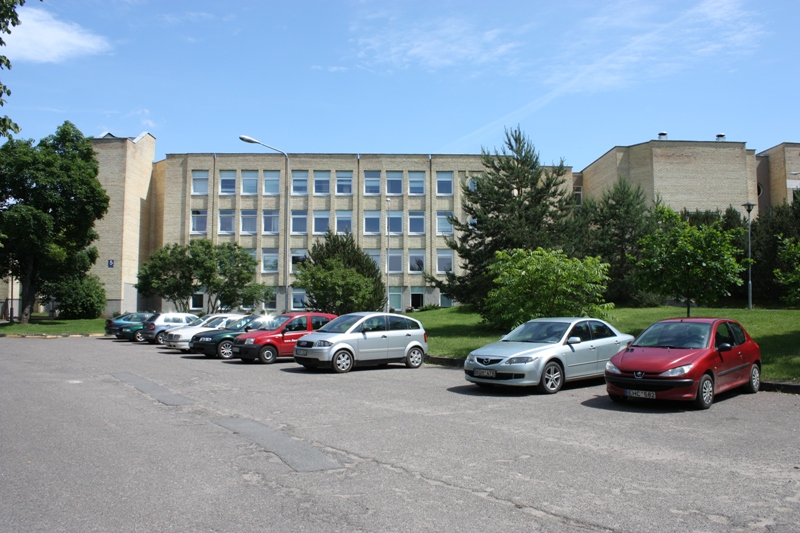
欧州人文大学

欧州人文大学（ベラルーシ語: Еўрапейскі Гуманітарны Універсітэт、リトアニア語: Europos humanitarinis universitetas、略称: EHU）は、リトアニアにあるベラルーシの大学。約800人の学生が在籍し、うち95%がベラルーシ出身である。
1992年から2004年まで、EHUはベラルーシの私立大学としてミンスクに設立されていた。2004年、ベラルーシ政府の意向によりEHUは閉校を余儀なくされる。しかし欧州連合 (EU)、北欧理事会、リトアニア政府、その他欧州各国政府、米国政府、NGOなどの支援により、EHUはベラルーシの隣国リトアニアで再開校することができ、2005年秋に学部課程と修士課程をヴィリニュスにて設立。2006年2月にはリトアニア政府がEHUを公式にリトアニアの大学として認可した。EHUは、同じく2004年にベラルーシ政府によって閉校させられた私立高校、欧州人文リュケイオンと密に連携をとっている。